# 戈罗 (意大利)
戈罗（義大利語：Goro），是意大利费拉拉省的一个市镇。总面积31平方公里，人口3976人，人口密度128.3人/平方公里（2009年）。ISTAT代码为038025。